# 張琦 (嘉慶舉人)
张琦（1764年—1833年），字翰风，又字玉可，號宛鄰，江苏阳湖人，清代學者。

## 生平
生于乾隆二十九年（1764年），张惠言之弟，与张惠言合称“毗陵二张”，嘉庆十八年中举，以誊录议叙知县，历官山东，邹平、章邱知县，道光五年，补馆陶，精医术。张琦曾为《握奇经》做注解，在担任山东定陶县知县期间以此影响当地民风，后使该地成为义和团的发源地。
卒于道光十三年（1833年）。
著有《宛邻诗文集》四卷，《战国策释地》二卷，《素问释义》十二卷。

## 子女
與湯瑤卿生有二子四女
- 長子 張玨孫(1790年~1803年)
- 長女 張䌌英(1792年~?)，字孟緹，刑部員外郎吳贊繼室
- 次女 張𥿑英，字緯青，夫婿章政平
- 三女 張綸英，字婉紃，夫婿孫劼
- 四女 張紈英(1800年-1881年），夫婿王曦，生子王臣弼，女王采蘋、王采蘩、王采藍、王采藻
- 次子 张曜孙

## 延伸阅读
[在维基数据编辑]
 《清史稿/卷478》，出自趙爾巽《清史稿》